# Walpoten
Die Walpoten waren ein Ministerialengeschlecht, das neben den Schweinfurter Grafen auch dem König nahestand.  

## Herkunft
Die erste urkundliche Erwähnung war im Jahre 994, als  Walpoto bei einer Gerichtsverhandlung in der Grafschaft Vicenza als Zeuge des Königs auftrat („Dominus Joannes (Patriarcha Aquilejensis) et Oci qui est Waltpot Comes et Missos regius Domini Ottonis (III. Imperatoris)“). Neben ministerialis aulae war er auch königlicher Missus und trat des Öfteren in der Grafschaft Pustertal [Lurn] auf. 1007 erschien ein weiterer Walpoto, der den Vorsitz bei einer Verhandlung im Bistum Saeben/Brixen hatte.
Nach Voit traten die Walpoten zum ersten Mal im Jahr 1015 urkundlich in Erscheinung, als Bischof Eberhard I. von Bamberg zwei von ihnen, Hemmo und Reginolt, mit der Verwaltung des Klosters Michelsberg in Bamberg betraute. Die beiden dürften die Söhne des 1007 genannten Walpoto gewesen sein. Ihr Stammland lag um die Burg Zwernitz (Gemeinde Wonsees). Im Jahr 1300 wurden die Walpoten zum letzten Mal urkundlich in einer Urkunde für das Kloster Langheim genannt.